# Wsiewołod Iwanow
Wsiewołod Wiaczesławowicz Iwanow (ros. Всеволод Вячеславович Иванов; ur. 12 lutego?/24 lutego 1895 w Lebiażje, Imperium Rosyjskie, zm. 15 sierpnia 1963 w Moskwie, Rosyjska Federacyjna SRR) – rosyjski pisarz i dramaturg, autor opowiadań historycznych, m.in. o wojnie domowej na Dalekim Wschodzie.

## Życiorys
Urodził się 12 lutego?/24 lutego 1895 w osadzie Lebiażje we włości lebiażyńskiej, ujezdzie pawłodarskim, guberni semipałatyńskiej, Imperium Rosyjskiego (obecnie auł Akku, rejon pawłodarskij, obwód pawłodarski, Kazachstan).
Matka wywodziła się z polskich zesłańców-katorżników; ojciec był robotnikiem, a następnie wiejskim nauczycielem, zmarł wcześnie.
Młodość Iwanow spędził w Zachodniej Syberii. Nie ma pełnego wykształcenia – ukończył osiedlową szkołę i rok w pawłodarkiej szkole rolniczej. Wcześnie zaczął zarabiać na życie – parał się wieloma profesjami, był m.in. pomocnikiem subiekta w sklepie, zecerem, marynarzem, ładowaczem, a nawet cyrkowym klaunem. Dużo podróżował po Syberii, Uralu i Kazachstanie.
Od 1915 roku zajmuje się twórczością literacką. Pierwsze opowiadanie Syn osieni opublikował w 1916 roku, a pierwszą książkę Rogulki (1919) Iwanow własnoręcznie wydrukował w drukarni omskiej gazety „Wpieriod” w 30 egzemplarzach. Jedno z jego opowiadań – Na Irtysze zostało wysłane M. Gorkiemu i zdobyło jego aprobatę.
W 1917 roku brał udział w ruchu rewolucyjnym (eser, mienszewik). W 1918 roku w Omsku został członkiem Rosyjskiej Socjalistyczno-Robotniczej Partii Internacjonalistów. Był bojownikiem Czerwonej Armii, kierował oddziałem informacji gubernialnego komitetu wykonawczego w Omsku.
W 1921 roku wyjechał do Piotrogrodu na zlecenie gazety „Sowietskaja Sibir'”. Za rekomendacją Maksyma Gorkiego, nowelą Partyzanci otworzył pierwszy numer radzieckiego magazynu „Krasnaja Now'” (Nr 1, 1921). W tym samym magazynie w numerze 5 opublikował nowelę Pociąg pancerny 14-69, która potem posłużyła jako baza do dramatu o tej samej nazwie z 1927 roku. Następnie powstaje nowela Cwietnyje wietra. Po roku wszystkie trzy nowele zostają wydane w zbiorze Sopki. Partizanskije powiesti, który staje się wydarzeniem w radzieckiej prozie i przynosi pisarzowi sławę.
Był członkiem proletariackiej grupy pisarzy „Kosmist” i stowarzyszenia pisarzy „Bracia Serafiońscy”. W 1924 roku wyjechał do Moskwy.
Brał udział podczas spotkań pisarzy z radzieckimi dygnitarzami, w tym ze Stalinem, w mieszkaniu Gorkiego. Podczas wizyt przy winie i przekąskach dyskutowano o stworzeniu jednego związku pisarzy w miejsce wielu pozostałych, polityce partii wobec literatury i pomocy ze strony władzy. Jej wynikiem było powstanie i pierwszy zjazd Związku Pisarzy ZSRR w 1934 roku. Jednym z sekretarzy kierownictwa tego związku i przewodniczącym kierownictwa funduszu literackiego został Iwanow.
W trakcie II wojny światowej służył jako żołnierz w szeregach wojsk w Taszkencie, potem jako korespondent frontowy dla gazety „Izwiestija”. Występował z artykułami publicystycznymi, tworzył utwory wojenne i historyczne.
W ostatnich latach życia często występował jako publicystyka w obronie pokoju i kultury. Tworzył dalej, ale część utworów nie doczekała się publikacji.
Zmarł 15 sierpnia 1963 roku w Moskwie. Jest pochowany na Cmentarzu Nowodziewiczym.

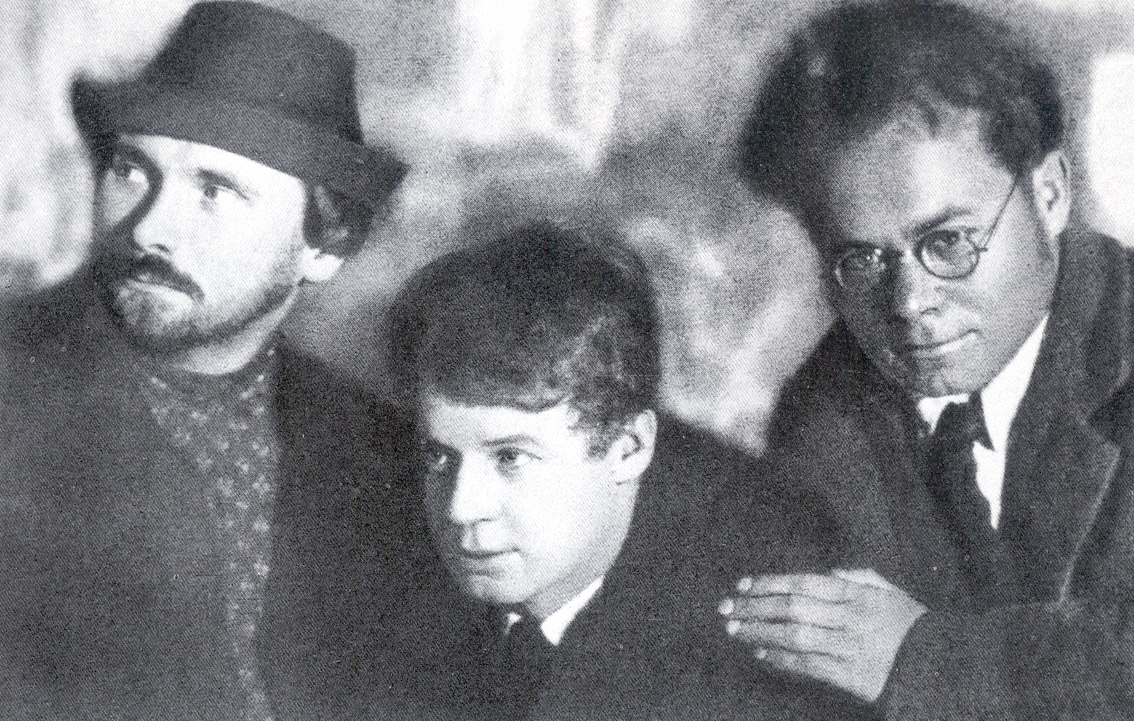
Fotografia z roku 1923. Od lewej: Nikołaj Klujew, Siergiej Jesienin i Wsiewołod Iwanow

## Wybrana twórczość[3]
Opowiadania z lat 1921–1922
- 1921 – Partyzanci (ros. Партизаны) – polskie tłumaczenie Mikołaj Dąb
- 1922 – Pociąg pancerny 14-69 (ros. Бронепоезд 14-69) – polskie tłumaczenie Seweryn Pollak
- 1922 – Powrót Buddy (ros. Возвращение Будды) – polskie tłumaczenie Tadeusz Zabłudowski

Opowiadania z siódmego brzegu
- Bawełna – polskie tłumaczenie Jerzy Brzęczkowski
- Hafir i Mariam (ros. Гафир и Мириам) – polskie tłumaczenie Tadeusz Zabłudowski
- Rezerwat – polskie tłumaczenie Mikołaj Dąb
- Głuche maki – polskie tłumaczenie Seweryn Pollak
- Ryby – polskie tłumaczenie Mikołaj Dąb

Opowiadania „święte świętych"
- Uciekająca wyspa (ros. Бегствующий остров) – polskie tłumaczenie Krystyna Pomorska
- Pustynia Tuub Koja (ros. Пустыня Тууб-Коя) – polskie tłumaczenie Jerzy Brzęczkowski
- Opowieści jaickie (ros. Яицкие притчи) – polskie tłumaczenie Jerzy Brzęczkowski
- Śmierć Sapiehy (ros. Смерть Сапеги) – polskie tłumaczenie Jerzy Brzęczkowski
- Życie Smokotinina (ros. Жизнь Смокотина) – polskie tłumaczenie Jerzy Brzęczkowski
- Połynia (ros. Полынья) – polskie tłumaczenie Irena Piotrowska
- Noc (ros. Ночь) – polskie tłumaczenie Jerzy Brzęczkowski
- Pole (ros. Поле) – polskie tłumaczenie Helena Krajewska
- Urodzajność (ros. Плодородие) – polskie tłumaczenie Helena Krajewska
- Czcionka „T” (ros. Литера «Т») – polskie tłumaczenie Mikołaj Dąb

Opowiadania na szczycie Elbrusa
- Oaza Szechr-i-Sebs (ros. Оазис Шерх-и-Себс) – polskie tłumaczenie Mikołaj Dąb
- O rozsądnym mężu i głupiej żonie – polskie tłumaczenie Jerzy Brzęczkowski
- Prawdziwa historia o przewodniku Meszadi Faru Abas ogły (ros. Правдивая история о проводнике Мешади Фару Абас оглы) – polskie tłumaczenie Jerzy Brzęczkowski
- Mądry Omar – polskie tłumaczenie Jerzy Brzęczkowski
- Szesnasta Rozkosz emira (ros. Наслаждение Эмира) – polskie tłumaczenie Jerzy Brzęczkowski

Powieści
- 1939 – Parchomienko (ros. Пархоменко) – polskie tłumaczenie Adam Galis
- 1960 – Wędrujemy do Indii (ros. Мы идём в Индию) – polskie tłumaczenie Natalia Gałczyńska